# 10. østlige længdekreds
Den 10. østlige længdekreds (eller 10 grader østlig længde) er en længdekreds, der ligger 10 grader øst for nulmeridianen. Den løber gennem Ishavet, Atlanterhavet, Europa, Afrika, det Sydlige Ishav og Antarktis.
I Danmark når den 10. østlige længdekreds land ved Kegnæs og forlader det tæt på Hirtshals.